# Hospital Felipe G. Dobarganes
El Hospital General Felipe G. Dobarganes es una institución de asistencia pública perteneciente a la Secretaría de Salud de México, ubicado en  San Miguel de Allende, Guanajuato, forma parte de un sistema que da servicios de salud pública y especialidad médica a la población mexicana. Fue inaugurado en la administración del presidente Felipe de Jesús Calderón Hinojosa.